# リトル (DD-803)
リトル (USS Little, DD-803) は、アメリカ海軍の駆逐艦。フレッチャー級駆逐艦の一隻。艦名はジョージ・リトル大佐に因む。その名を持つ艦としては2隻目。

## 艦歴
「リトル」は1943年9月13日にワシントン州シアトルのトッド・パシフィック造船所で起工した。1944年5月22日にラッセル・F・オハラ夫人によって命名・進水し、1944年8月19日に艦長マディソン・ホール・ジュニア中佐の指揮下就役した。
西海岸沖での訓練後、「リトル」は1944年11月11日にシアトルを出航し、真珠湾への船団護衛任務に就く。11月23日に真珠湾に到着、その後は砲術訓練および演習に参加した。1945年1月22日、エニウェトク環礁へ向かう戦車揚陸艦のグループと共に出航し、硫黄島侵攻のリハーサルを行う。サイパンでの最終準備の後、2月15日に「リトル」は硫黄島に向けて出航した。
2月19日、硫黄島への艦砲射撃が開始され。「リトル」は24日まで地上部隊支援の砲撃を行い、その後サイパンへ向かった。3月4日に再び硫黄島へ戻り、砲撃および護衛、レーダーピケット任務に従事した。3月14日にサイパンに帰還し、沖縄侵攻の準備に入る。
「リトル」は3月27日に沖縄に向けて出航、上陸部隊の支援艦隊に配属される。4月1日と2日に支援砲撃を行った後、輸送艦の護衛および戦車揚陸艦の援護に従事した。4月19日、レーダーピケット任務を割り当てられ24日まで同任務を行うが、激しい特攻攻撃にもかかわらず無傷で切り抜ける。
5月3日、「リトル」および敷設駆逐艦「アーロン・ワード (USS Aaron Ward, DM-34) 」は再びレーダーピケット任務に就く。18時13分、18機から24機の敵機が雲の下から攻撃してきた。18時41分に「アーロン・ワード」に特攻機が突入するのが見え、次いで「リトル」も18時43分に九九式艦爆の突入を受けた。続いて別の九九式艦爆が左舷側から、零戦が右舷側から「リトル」に突入し、さらにもう1機の突入も受けた。「リトル」は竜骨が折れ、右に10度傾斜。18時55分に「リトル」は折れ曲がり、久米島の西約28浬で沈没した。乗員339名中、死亡または行方不明が30名、負傷が79名であった。
1945年6月2日除籍。
「リトル」は第二次世界大戦の戦功で2個の従軍星章を受章した。